# Rue Saint-Sauveur
Rue Saint-Sauveur je ulice v Paříži. Nachází se ve 2. obvodu.

## Poloha
Ulice je orientována z východu na západ a vede od křižovatky s Rue Saint-Denis a končí u křižovatky s Rue Montorgueil a Rue des Petits-Carreaux, kde na ni západním směrem navazuje Rue Léopold-Bellan.

## Historie
Rue Saint-Sauveur získala své pojmenování po zaniklém kostele Saint-Sauveur, který stával v severovýchodní části ulice, v prostoru domů č. 2 a 2bis. Ulice se takto nazývala již v roce 1285. V rukopise z roku 1636 se uvádí někdy pod názvem Rue Saint Sauveur, někdy pod názvem Rue du Bout-du-Monde (Ulice na konci světa).
Část mezi Rue Montorgueil a Rue Montmartre se dříve jmenovala Rue du Bout-du-Monde. Na počátku 19. století byla pojmenována na Rue du Cadran (Ciferníková ulice) na počest královského hodináře Wagnera, který měl do roku 1821 provozovnu v domě č. 39. Ulice byla v roce 1851 připojena k Rue Saint-Sauveur, ale v roce 1937 z ní vznikla samostatná Rue Léopold-Bellan.
Za první světové války byly při náletu německých letadel dne 30. ledna 1918 zasaženy domy č. 22, 28 a 47.

## Významné stavby a pamětihodnosti
- Domy č. 2 a 2 bis: nacházejí se na místě bývalého kostela Saint-Sauveur
- Dům č. 12: Hôtel d'Osmont je palác, který si nechal postavit královský tajemník Jean-Jacques Osmont v roce 1749, objekt je chráněn jako historická památka
- Dům č. 14: z 18. století postavený v roce 1738 na středověkých sklepeních, zapsaný mezi historické památky
- Dům č. 16: nájemní dům postavený roku 1738, zapsaný mezi historické památky
- Dům č. 17: zapsaný mezi historické památky
- Dům č. 18: nájemní dům postavený 1738–1739, zapsaný mezi historické památky
- Dům č. 20: nájemní dům z 18. století s úzkou fasádou a schodištěm ve stylu Ludvíka XIV., zapsaný mezi historické památky
- Dům č. 22: nájemní dům zapsaný mezi historické památky